# Mesochorus boreomontanus
Mesochorus boreomontanus là một loài tò vò trong họ Ichneumonidae.